# 1535년

## 연호
- 명(明) 가정(嘉靖) 14년
- 일본(日本) 덴분(天文) 4년
- 후 레 왕조(後黎朝) 응우옌호아(元和) 3년
- 막 왕조(莫朝) 다이찐(大正) 6년

## 기년
- 류큐(琉球) 쇼세이왕(尚清王) 9년
- 명(明) 세종 가정제(世宗 嘉靖帝) 14년
- 조선(朝鮮) 중종(中宗) 30년
- 후 레 왕조(後黎朝) 장종(莊宗) 3년
- 막 왕조(莫朝) 태종(太宗) 6년

## 사건
- 6월 1일 - 합스부르크 황제 카를 5세의 가톨릭 연합함대가 오스만 제국의 바르바로스 합대를 격파하고 튀니스를 점령하였다.
- 10월 2일 - 프랑스 탐험가 자크 카르티에가 세인트로렌스강을 거슬러올라가 지금의 몬트리올에 도착하였다.

## 사망
- 7월 6일 - 토마스 모어